# Баш ти
Два живота је шести студијски албум Сеје Калача, који је издат 2002. године за издавачку кућу Grand Production на аудио-касети и у.

## Списак песама
| №  | Назив                      | Трајање |  |
| 1. | Баш ти                     |         |  |
| 2. | Иди жено из живота мога    |         |  |
| 3. | Краљица                    |         |  |
| 4. | То није фер                |         |  |
| 5. | Боље да сам пијан него луд |         |  |
| 6. | Дај ми дај                 |         |  |
| 7. | Имам брата                 |         |  |
| 8. | Кафанска пјевачица         |         |  |